# Paint It Black (groupe)
Pour les articles homonymes, voir Paint It Black (homonymie).
Paint It Black est un groupe de punk hardcore américain, originaire de Philadelphie, en Pennsylvanie.

## Biographie
Le groupe est formé en 2002 par Dan Yemin, Dave Hause, Andy Nelson et David Wagenschutz, afin de reprendre légèrement différemment des classiques du punk hardcore comme Gorilla Biscuits, Minor Threat ou Good Clean Fun. Les membres font déjà partie d'autres groupes hardcore. Dan Yemin était le guitariste de Lifetime, puis de Kid Dynamite, avant de se mettre au chant. Le batteur David Wagenshutz était aussi membre de Lifetime et Kid Dynamite, ainsi que de Good Riddance.
Après un EP, intitulé Demo, en 2002, le premier album studio du groupe, CVA, est publié l'année suivante, en 2003, au label Jade Tree Records. Deux ans plus tard, en 2005, Paradise, le deuxième, est publié. Dave Hause quitte alors le groupe. Après une brève participation de Colin McGinniss, il est remplacé par Josh Agran qu'Andy Nelson connaît par leur groupe commun Affirmative Action Jackson.
David Wagenschutz part en juillet 2006 pour se consacrer à sa famille et à son nouveau groupe Higher Giant. Il est remplacé par Jared Shavelson, ancien membre des groupes The Hope Conspiracy et None More Black. Après l'album New Lexikon en 2008, plutôt qu'un nouveau, le groupe sort deux EP 7". Le premier, Amnesia, sort en juin 2009 chez Bridge 9 Records, et le second, Surrender, en août chez Fat Wreck Chords. En 2013, le groupe publie un nouvel EP, Invisible, au label No Idea Records.
Au début de 2016, Paint It Black annonce son premier concert britannique depuis 2009, au Manchester Punk Festival, qui prendra place entre le 20 et le 22 avril 2017.

## Membres

### Membres actuels
- Dan Yemin – chant (depuis 2002)
- Andy Nelson – basse (depuis 2002)
- Josh Agran – guitare (depuis 2005)
- Jared Shavelson – batterie (depuis 2006)

### Derniers membres
- Colin McGinniss – guitare (2004–2005)
- Dave Hause – guitare (2002–2004)
- Matt Miller – guitare (2002)
- David Wagenschutz – batterie (2002–2006)

## Discographie

### Albums studio
- 2003 : CVA
- 2005 : Paradise
- 2008 : New Lexicon

### Singles et EP
- 2002 : Demo
- 2009 : Amnesia
- 2009 : Surrender
- 2013 : Invisible

### Apparitions
- 2002 : Location Is Everything, Vol. 1 : (Another Beautiful 'Fuck You' Song!)
- 2002 : The Philadelphia Sound (The Pharmacist, An Hour And A Half Late for Happy Hour)
- 2003 : Take Action! Vol. 3 : (Void)
- 2004 : AMP Magazine Presents, Volume 1: Hardcore : (Head Hurts. Hands on Fire)
- 2004 : Location Is Everything, Vol. 2 : (Womb Envy, The Pharmacist (live))
- 2004 : In Honor: A Compilation to Beat Cancer : (Fresh Kill (live), Exit Wounds (live))
- 2005 : It Hits the Fan Vol. 1 : (Exit Wounds)
- 2007 : Prisoners of War: A Benefit for Peter Young : (The New Brutality)